# 阿珂
阿珂，正名陳珂，是金庸小說《鹿鼎記》中人物的絕世美女，個性單純直率。「白玉鑲珠不足比其容色、玫瑰初露不能方其清麗」，美到韋小寶對她一見鍾情，但她一直傾心於家世良好的鄭克塽。阿珂是獨臂神尼九難的弟子（九難乃崇禎帝的女兒長平公主），韋小寶為了親近阿珂，也拜九難為師，最後嫁與韋小寶。

## 經歷
九難當初誤以為阿珂為吳三桂與陳圓圓之女，故意收她為徒，訓練她去刺殺漢奸吳三桂，想來個父女相殘，但又想到阿珂為仇人之後、心有疙瘩，所以亂教她武功，使阿珂武藝雜亂低微。後來阿珂知道自己是闖王之女，了解自己身世與九難收徒始末後傷心不已，一心與傾慕已久的鄭克塽遠走高飛。在韋小寶大鬧麗春院之後，阿珂發現自己懷了韋小寶的骨肉，加上明白鄭克塽本性低劣，才與其他六女一起嫁給韋小寶，生下韋小寶的長子韋虎頭，後隨韋小寶隱居在雲南的大理城。

## 影視飾演者
- 《1977》 花居冠
- 《1984》 商天娥
- 《1984》 陳玉玫
- 《1992》 李嘉欣
- 《1998》 梁小冰
- 《2000》 朱茵
- 《2008》 應采兒
- 《2014》 贾青
- 《2020》 郭泱